# Jacaratia heptaphylla
Jacaratia heptaphylla (Jacaratiá-mirim) é um fruto com cinco quinas e lembra o formado de um paralelepípedo. Não tem látex caustico, é mais doce e saboroso do que o Jaracatiá comum. A arvore é rara e precisa ser cultivada e preservada.

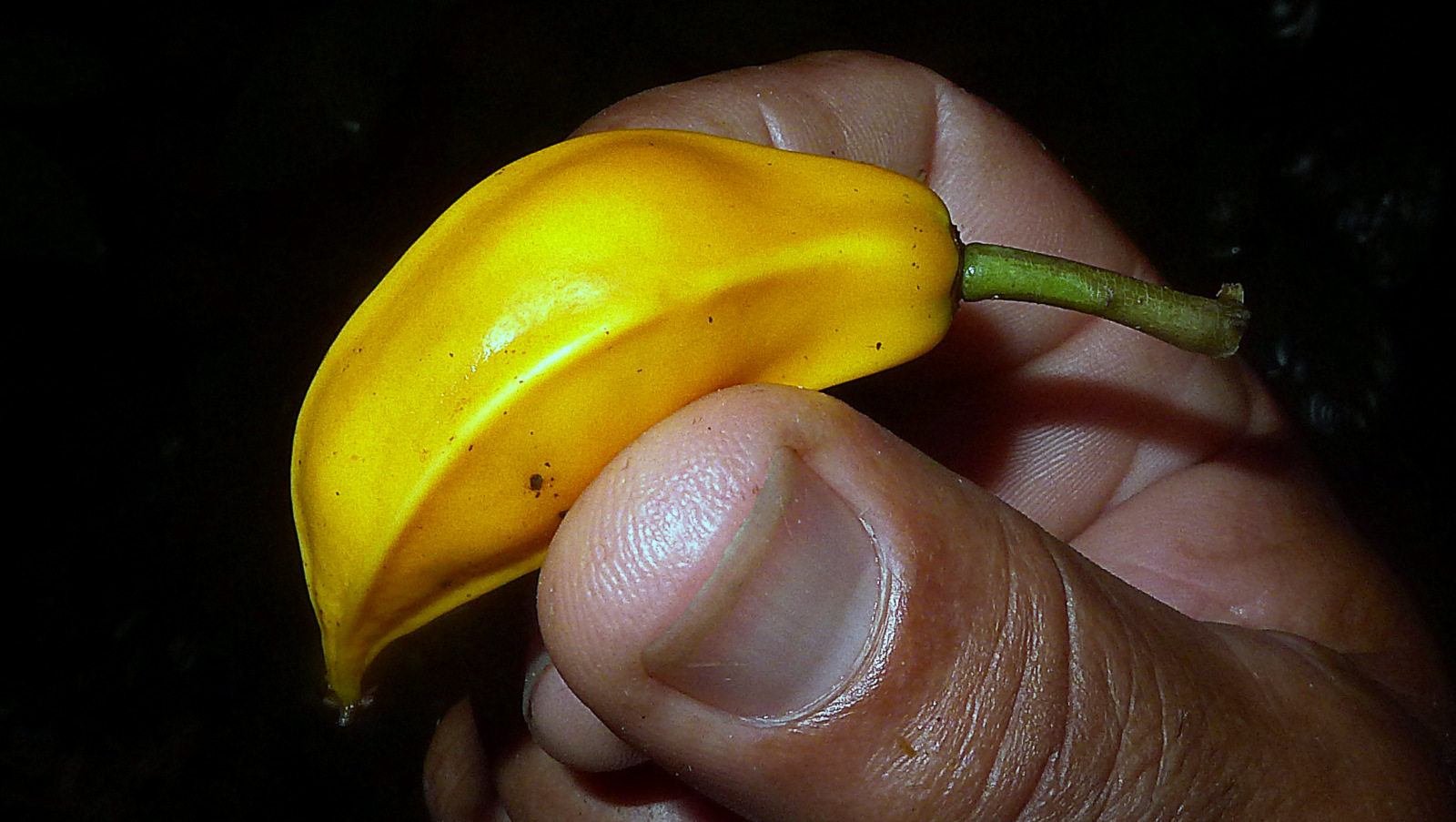